# 藤原師通
藤原師通（ふじわら の もろみち，1062年10月16日—1099年7月18日），日本平安時代公卿。藤原北家出身，藤原師實長子。官至從一位關白內大臣，世稱後二條殿。。

## 簡介
1094年，代父師實為關白。師通知識廣博而能用人。其時白河天皇已讓位給兒子堀河天皇，而仍以上皇身份處理政務（院政），師通對此有所批判。然而師通於1099年去世，公家失去制衡的力量，院政於是得以進一步發展。

## 系譜
- 父：藤原師實
- 母：源麗子（日语：源麗子） - 源師房之女
- 妻：藤原全子 - 藤原俊家之女
  - 長男：藤原忠實
- 妻：藤原信子 - 藤原信長養女、實父為藤原経輔
- 妻：藤原良綱之女
  - 次男：藤原家政
- 妻：平貞經女
  - 三男：藤原家隆

## 註腳
1. 1 2  大日本史藤原師通傳 （页面存档备份，存于）
2. ↑  .   [2011-01-03]. （原始内容存档于2011-05-26）.

| 王位覬覦者                         | 王位覬覦者                            | 王位覬覦者                         |
| ---------------------------------- | ------------------------------------- | ---------------------------------- |
| 前任： 藤原師實                    | 藤氏長者 1094年3月27日－1099年7月18日 | 空缺下一位持有相同頭銜者：藤原忠實 |
| 官衔                               |                                       |                                    |
| 空缺上一位持有相同頭銜者：藤原能長 | 內大臣 1083年2月15日－1099年7月18日   | 繼任： 源雅實                      |
| 前任： 藤原師實                    | 關白 1094年3月27日－1099年7月18日     | 繼任： 藤原忠實                    |
| 军职                               |                                       |                                    |
| 前任： 源師房                      | 左大將 1077年5月3日－1094年1月10日    | 繼任： 源俊房                      |